# Acanella verticillata
Acanella verticillata är en korallart som beskrevs av Kükenthal 1915. Acanella verticillata ingår i släktet Acanella och familjen Isididae. Inga underarter finns listade i Catalogue of Life.